# Elitch Gardens
Elitch Gardens, qui a également été connu sous le nom Six Flags Elitch Gardens, est un parc d'attractions situé à Denver, dans le Colorado, aux États-Unis.
Après avoir appartenu au groupe Six Flags de 1998 à 2007, le parc est depuis la propriété de CNL Lifestyle Properties, et est dirigé par Herschend Family Entertainment Corporation.

## Histoire

### L'origine
Elitch Gardens était dans un premier temps un parc familial, composé d'attractions, de spectacles et de jardins. Elitch's Zoological Gardens ouvrit pour la première fois le 1er mai 1890 avec un terrain d'une surface de 65 000 m2, acheté par John et Mary Elitch.
Mary Elitch dirigea le parc encore 26 ans après la mort de John, en 1891. C'est à cette année que fut inauguré "The Elitch Theatre". Les premières montagnes russes du parc, qui étaient en figure 8 furent quant à elles ouvertes en 1904. Le carrousel du parc, fabriqué par la Philadelphia Toboggan Company qui fut installé en 1905 fonctionne toujours aujourd'hui et est maintenant situé dans la ville de Burlington, dans le Colorado.
En 1916, le parc fut vendu à John Mulvihill. De nouvelles attractions furent alors ajoutées, dont le Trocadero Ballroom en 1917, et deux créations de la Philadelphia Toboggan Company : les montagnes russes Wildcat, en 1922 et un nouveau carrousel en 1928. Ce dernier est toujours en fonction dans le parc actuel.
Les jardins floraux furent agrandis et des serres furent construites, faisant d'Elitch un vrai fleuriste. Mulvihill décède en 1930, le parc est alors hérité par Arnold Gurtler.
En 1945, la direction du parc était assurée par les fils de Gurtler, Jack et Budd. En 1952, une nouvelle section du parc réservée aux enfants et nommée Kiddiekand est ouverte.
En 1964, les montagnes russes en bois Mister Twister ouvrirent.
En 1985, le management et la direction du parc était assumé par le fils de Budd Gurtler, Sandy.
En 1990, le parc ouvrit les premières montagnes russes à looping du Colorado avec Sidewinder.

### Le déménagement
A l'emplacement du parc à cette époque, il n'y avait plus de possibilités d'extensions et la famille décide donc de relocaliser le parc. Le parc ferme le 1er octobre 1994 et rouvre le 27 mai 1995 sur son nouveau terrain, avec 15 de ces 20 attractions principales de l'ancien emplacement. Parmi elles, le carrousel de 1928 et les montagnes russes Sidewinder. Le parc ouvre également Twister II, une nouvelle version de Mister Twister qui lui n'a pas pu être déménagé.
Deux saisons après son déménagement, le parc n'a pas réussi à faire revenir autant de visiteurs que lorsqu'il était placé sur son ancienne terrain. La famille Gurtler et ses partenaires furent alors obligés de vendre le parc à Premier Parks pour 65 millions de dollars.

### L'ère Premier Parks
La première nouvelle attraction importante ajoutée après ce changement de propriétaire furent les montagnes russes The Mind Eraser de Vekoma. Il s'ensuivit Tower of Doom, une tour de chute d'Intamin de 76 mètres de haut et le Tracadero Theater.
En 1998, Premier Parks est racheté par le groupe Six Flags, Elitch Gardens est alors renommé Six Flags Elitch Gardens.

### L'ère Six Flags

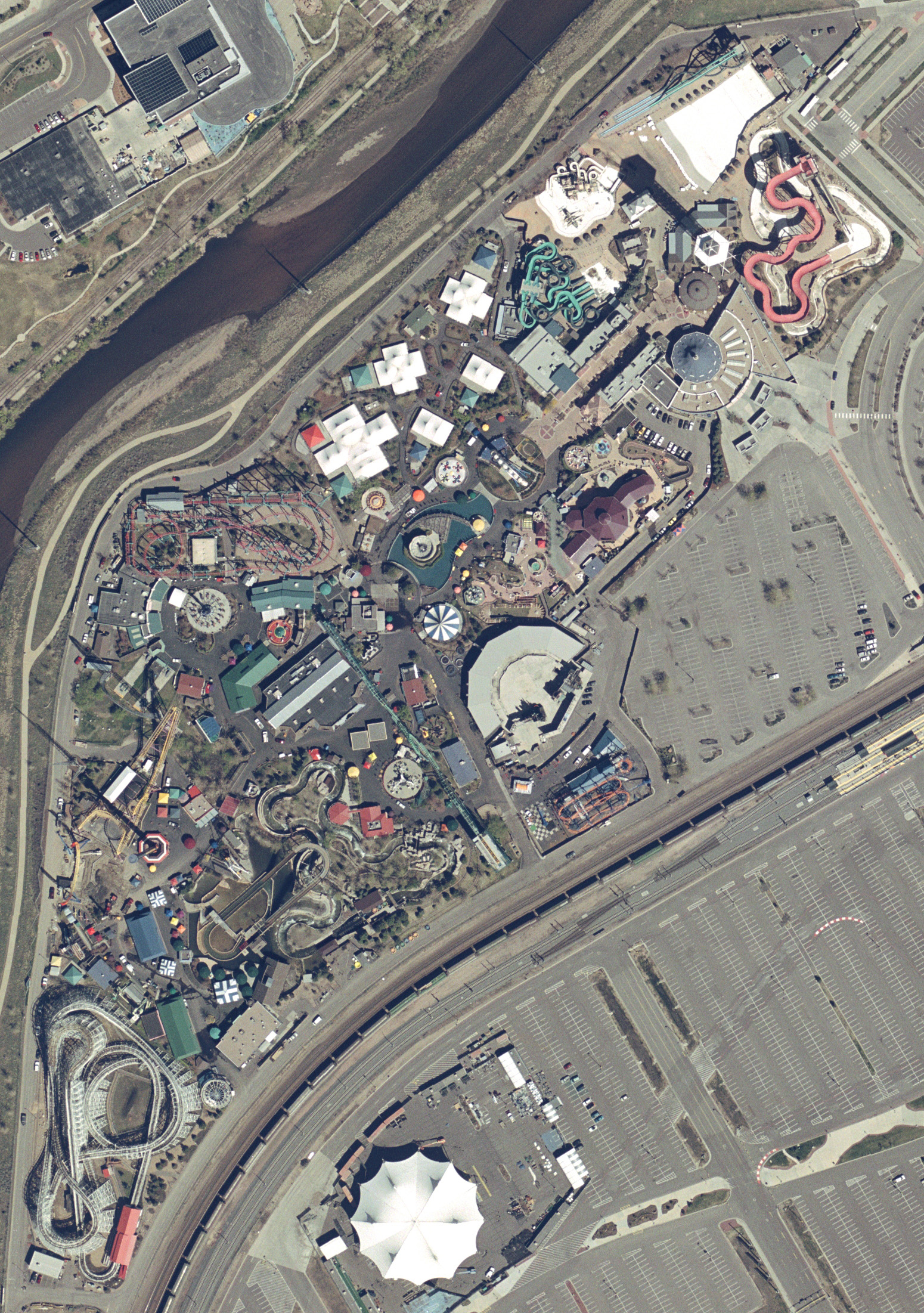
Vue aérienne du parc en 2004

De nombreux ajouts suivirent. Le premier et le plus marquant fut la construction de montagnes russes de type Boomerang de Vekoma. L'autre ajout important fut l'arrivée des personnages Looney Tunes dans le parc.
En 2002, le parc ajouta les montagnes russes volantes Flying Coaster, et en 2004 l'attraction à sensations Half Pipe.
Le 11 janvier 2007, le parc fut vendu en même temps que six autres parcs de la chaîne Six Flags à PARC Management pour 312 millions de dollars. En avril 2007, le parc fut renommé, comme à son origine Elitch Gardens.

### L'ère PARC Management
Débutée officiellement depuis le 9 avril 2007 la collaboration avec les nouveaux dirigeants apporta à nouveau un grand vent de changement au parc. Les personnages de la licence Looney Tunes furent supprimés et une nouvelle attraction aquatique de ProSlide fut mise en place. En 2008, le parc ouvrit un nouveau parcours scénique interactif, nommé Ghost Blasters.

## Le parc d'attractions originel

### Montagnes russes
| Nom de l'attraction | Type                     | Constructeur                   | Année d'ouverture | Année de fermeture |
| ------------------- | ------------------------ | ------------------------------ | ----------------- | ------------------ |
| Mr Twister          | Montagnes russes en bois | Philadelphia Toboggan Coasters | 1964              | 1999               |
| Sidewinder          | Montagnes russes navette | Arrow Dynamics                 | 1990              | 1994               |
| Toboggan Slide      | Montagnes russes en bois | Philadelphia Toboggan Coasters | 1904              | 1925               |
| Wild Mouse          | Wild Mouse               | B.A. Schiff & Associates (en)  | années 1960       | 1994               |
| Wildcat             | Montagnes russes en bois | Philadelphia Toboggan Coasters | 1936              | 1999               |

### Autres attractions
- Splinter - Bûches d'Intamin , construites en 1967)
- Rainbow - Rainbow de Huss Rides, construit en 1985
- Troïka - Troïka de Huss Rides construite en 1977
- Paradise - Breakdance de Huss Rides, construit en 1987
- Holland Express - Music Express de Mack Rides, construit en 1966
- Casino - Trabant-Wipeout de Chance Manufacturing Company, Inc., construit en 1965
- Mine Shaft - Rotor de Chance Rides, construit en 1991
- Round-Up - Round-up de Frank Hrubetz & Company (en), construit en 1963
- Thing-A-Ma-Jig - Twister de Heintz-Fahtze, construit en 1985
- Spider - Pieuvre de Lee Eyerly, construite en 1969
- Swing Ride - Chaises volantes de Zierer, construites en 1969
- Bumper Cars - Autos tamponneuses de Reverchon International Design, construites en 1955
- Illuminator - Skydiver de Chance Rides, construit en 1992
- Carousel - Carrousel de Philadelphia Toboggan Company, construit en 1936
- Big Wheel - Grande roue de Chance Manufacturing Company, Inc., construite en 1975
- Sea Dragon - Bateau à bascule de Chance Manufacturing Company, Inc., construit en 1981
- Sky Ride - construit en 1969
- Battle Zone - Boat tag d'Intamin, construit en 1987
- Tilt-A-Whirl - Tilt-A-Whirl de Sellner, construit en 1957

## Le parc d'attractions actuel

### Montagnes russes
| Nom de l'attraction | Type                                               | Constructeur                   | Années      |
| ------------------- | -------------------------------------------------- | ------------------------------ | ----------- |
| Blazin' Buckaroo    | Montagnes russes assises junior                    | Miler Industries (en)          | 2013        |
| Boomerang           | Montagnes russes navette Boomerang                 | Vekoma                         | 1999        |
| Cactus Coaster      | Montagnes russes assises junior                    | Allan Herschell Company        | 1995 - 2012 |
| Flying Coaster      | Montagnes russes volantes                          | Zamperla                       | 2002 - 2010 |
| Half Pipe           | Montagnes russes lancées navette Half Pipe Coaster | Intamin                        | 2004        |
| The Mind Eraser     | Montagnes russes inversées                         | Vekoma                         | 1997        |
| Runaway Train       | Montagnes russes E-Powered                         | Mack Rides                     | 1995 - 2004 |
| Sidewinder          | Montagnes russes navette                           | Arrow Dynamics                 | 1995        |
| Twister II          | Montagnes russes en bois                           | Hensel Phelps Construction Co. | 1995        |

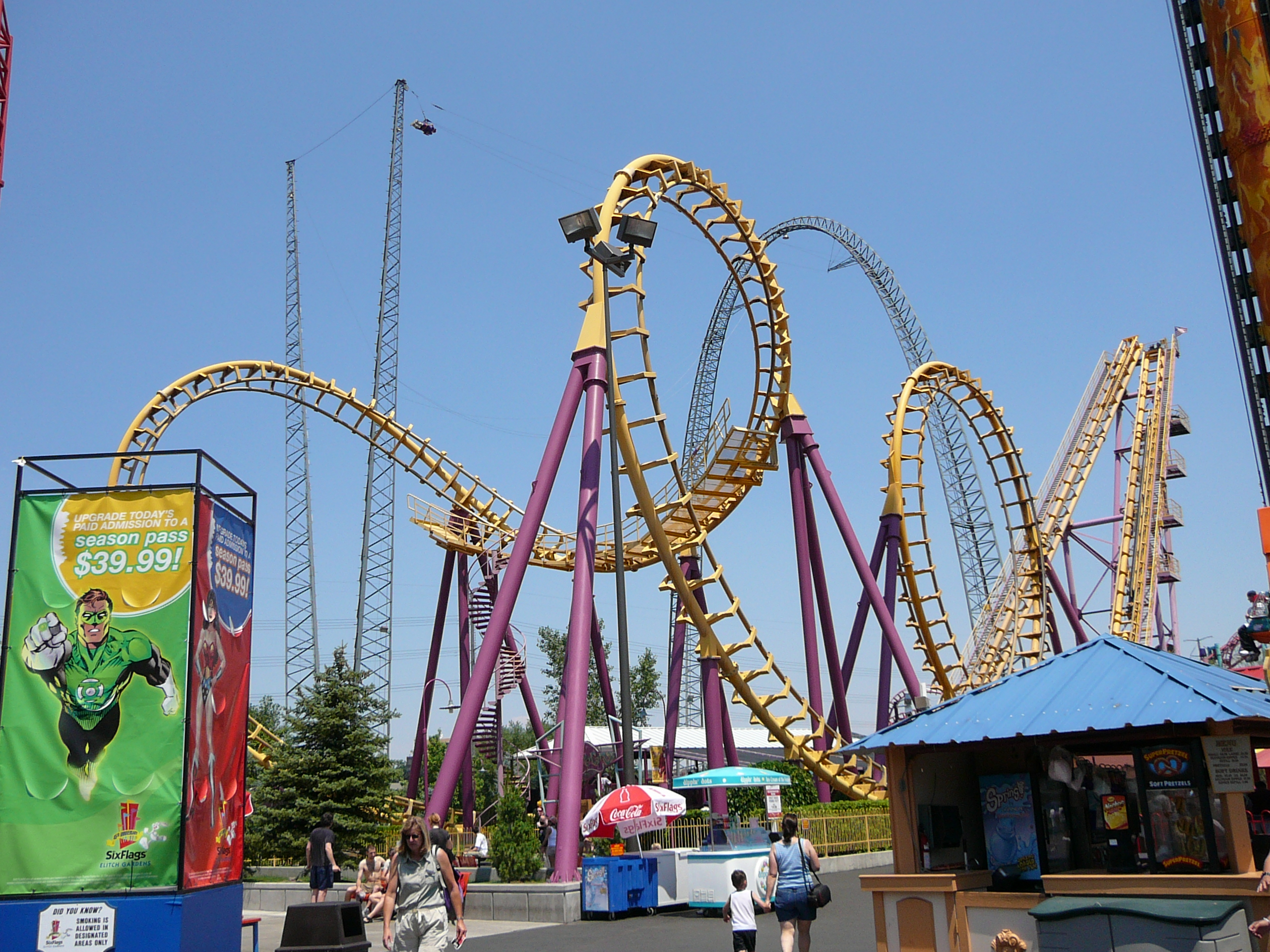
Boomerang
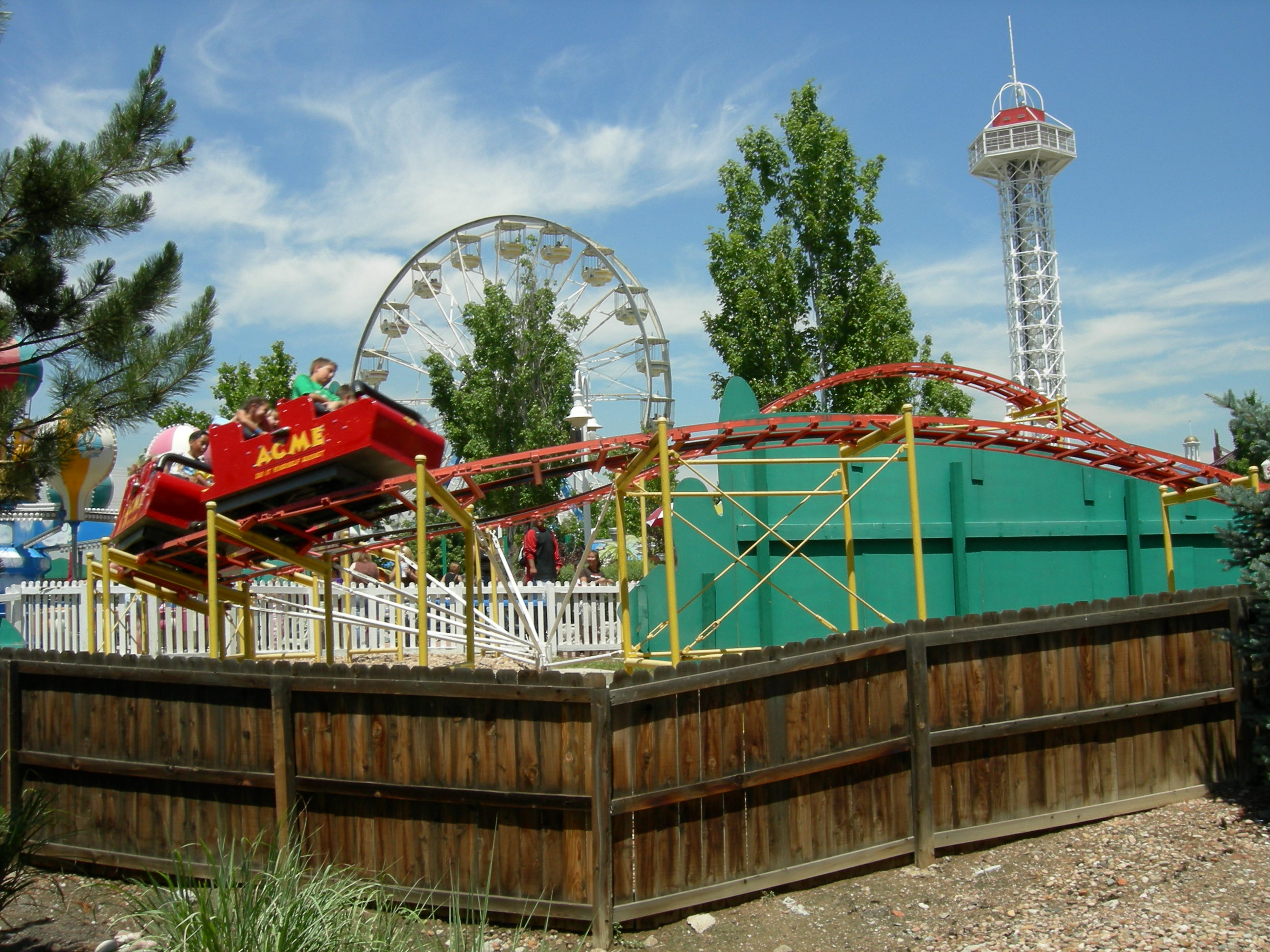
Cactus Coaster
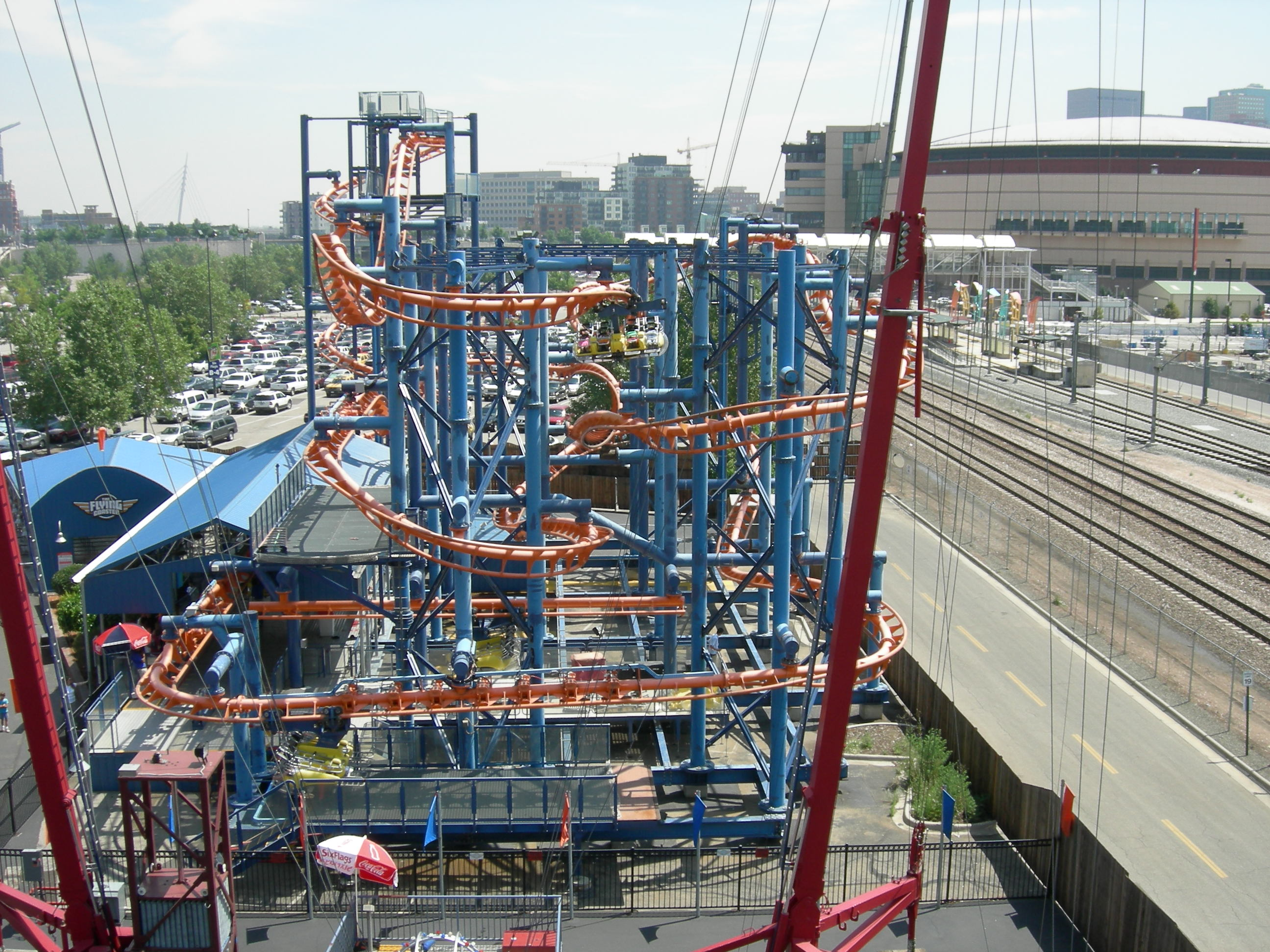
Flying Coaster
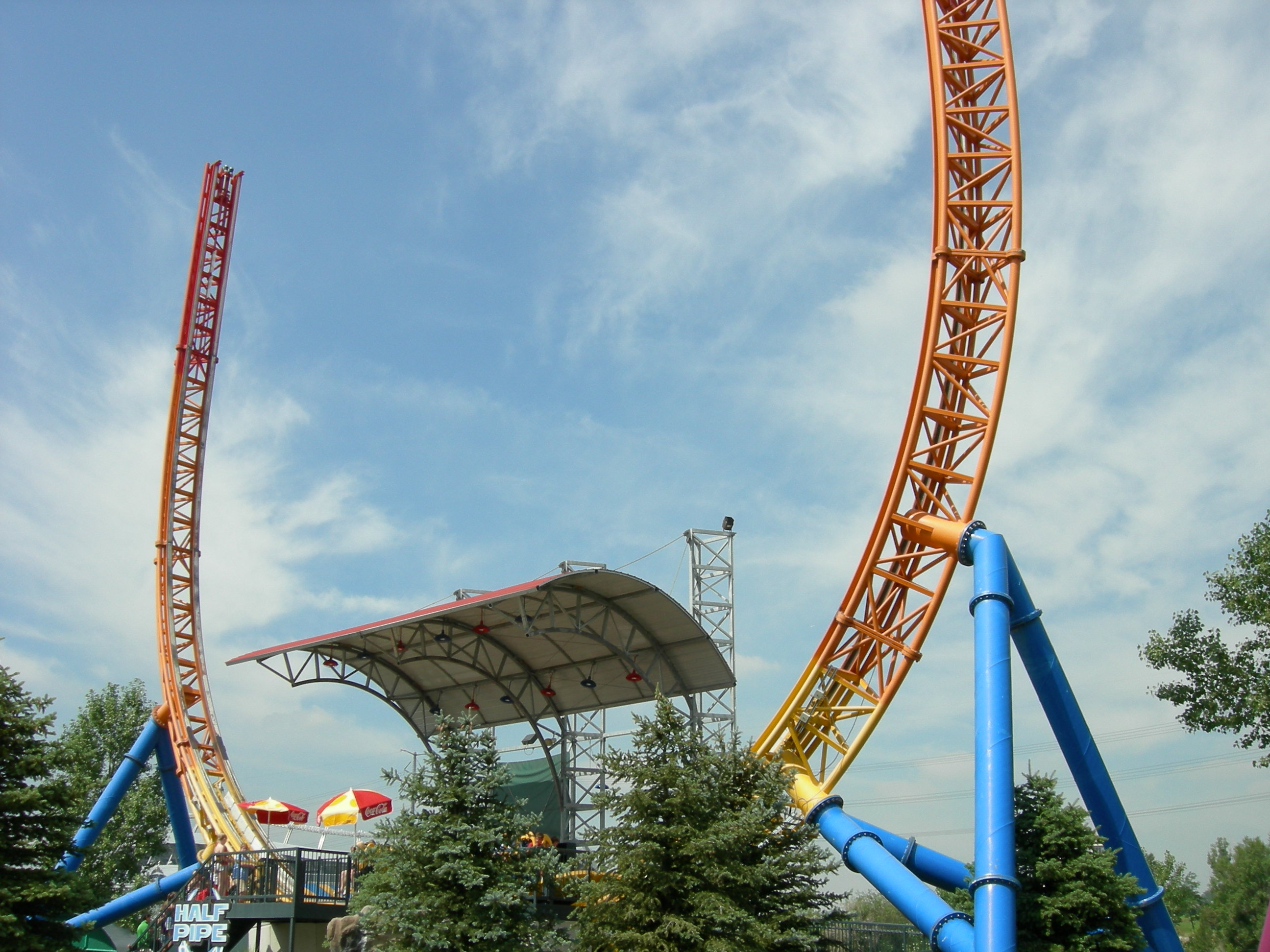
Half Pipe
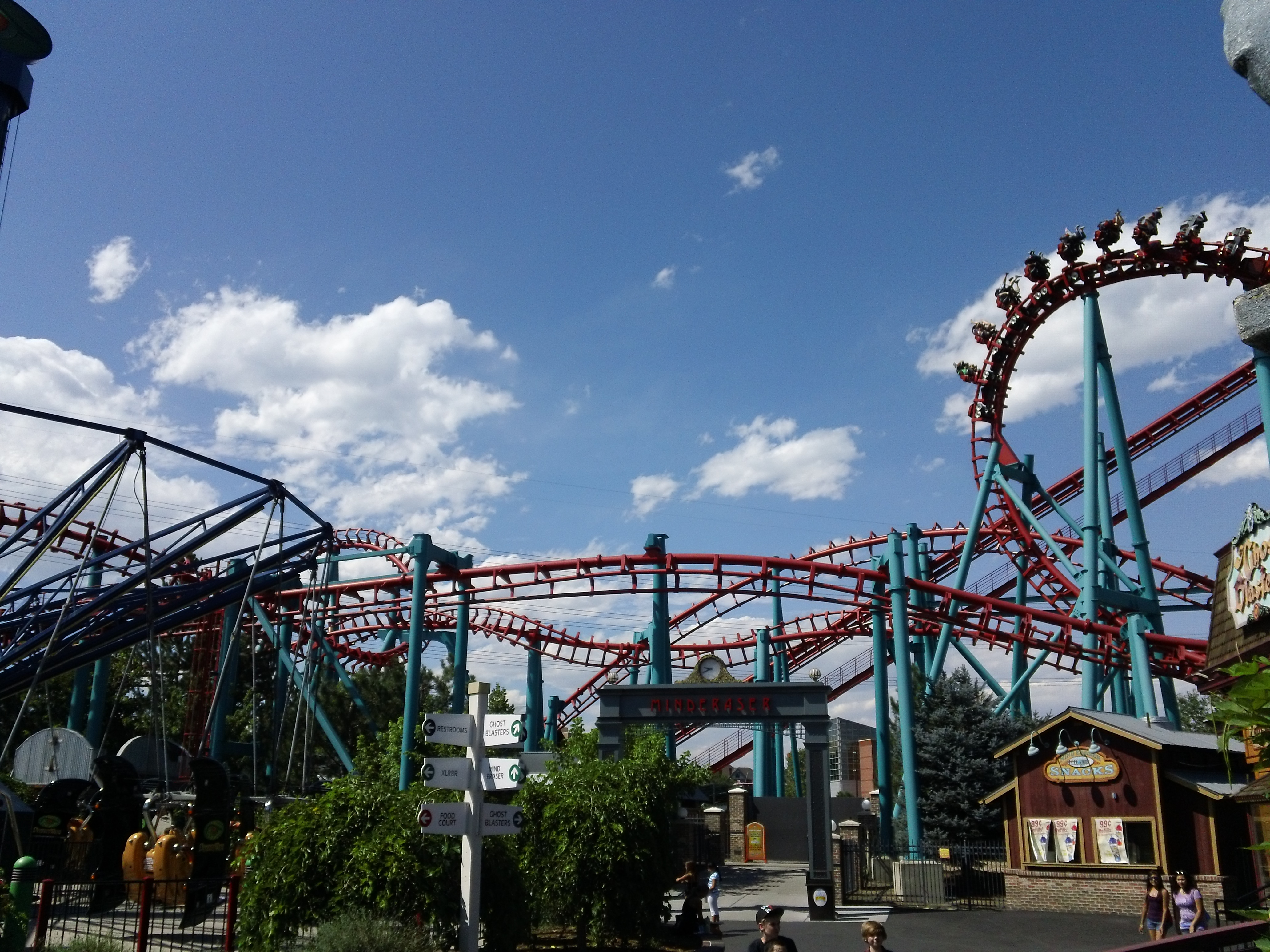
The Mind Eraser
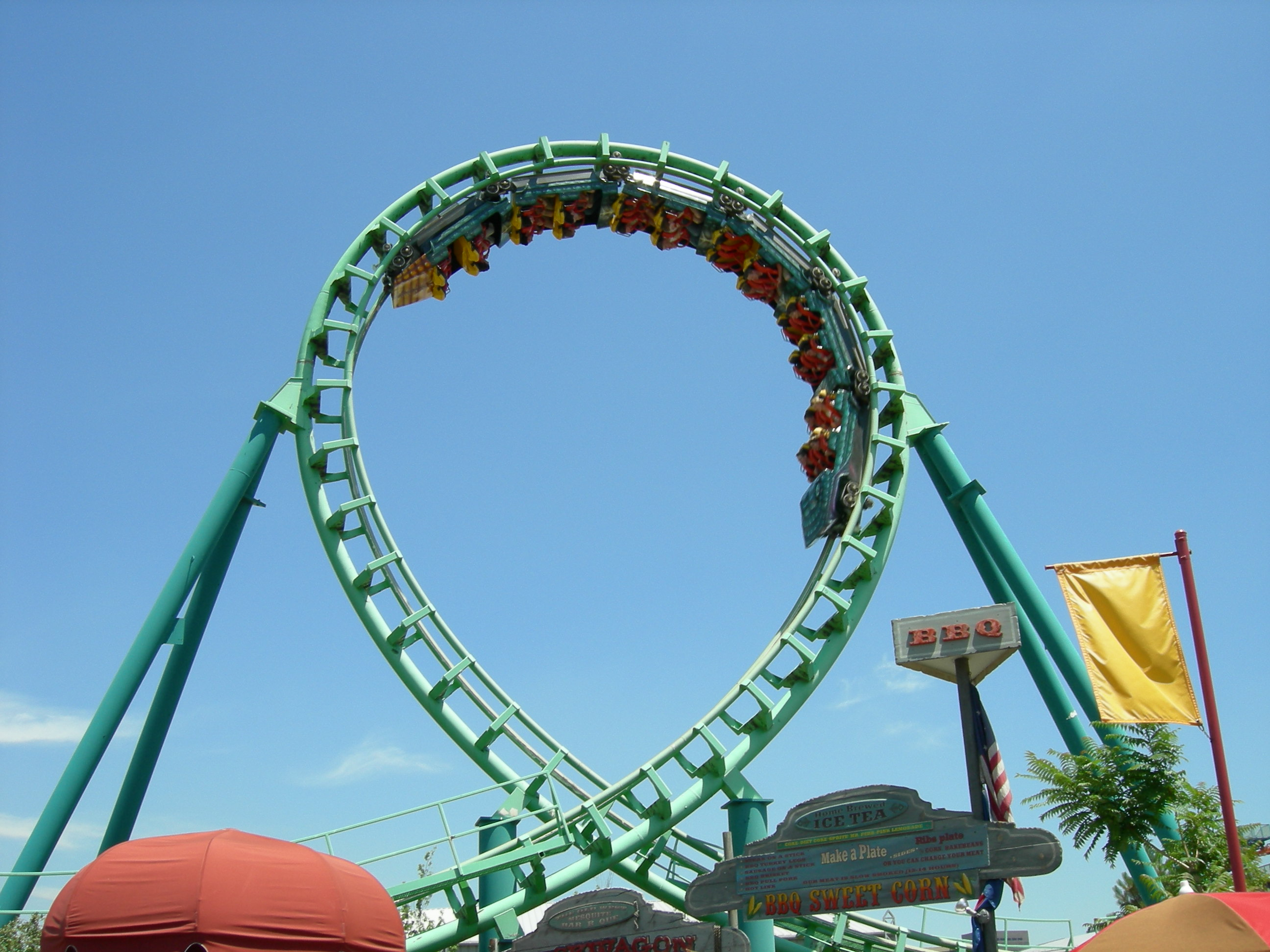
Sidewinder
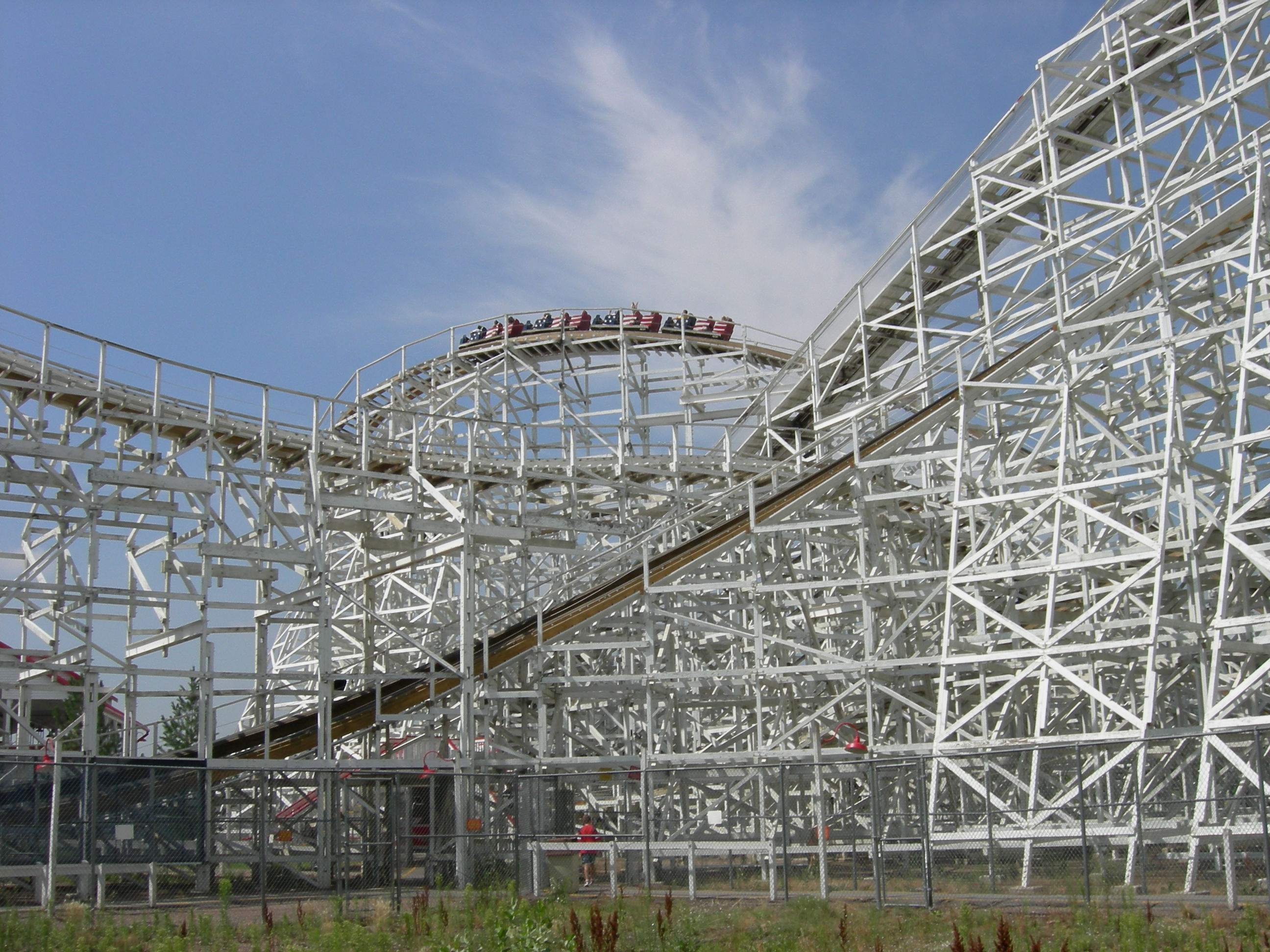
Twister II

### Attractions aquatiques
- Disaster Canyon - Rivière rapide en bouées d'Intamin, construite en 1995
- Shipwreck Falls - Shoot the Chute de Hopkins Rides, construite en 1997

### Autres attractions
- Shake, Rattle, & Roll - Top Spin de Huss Rides, construit en 1995
- Hollywood & Vine - Breakdance de Huss Rides, construit en 1995
- Turn of the Century - Chaises volantes de Zierer, construites en 1969
- DragonWing - Manège avion de Chance Rides, construit en 1999
- Tea Cups - Tasses de Mack Rides, construites en 1995
- Observation Tower - Tour d'observation d'Intamin, construite en 1995
- Spider - Pieuvre de Lee Eyerly, construite en 1969
- Troïka - Troïka de Huss Rides construite en 1977
- Chaos - Chaos de Chance Rides, construit en 1999
- Tower of Doom - Tour de chute d'Intamin, construite en 1997
- Sea Dragon - Bateau à bascule de Chance Rides, construit en 1995
- Round 'Em Up - Tilt-A-Whirl de Sellner, construit en 1957
- Thunderbolt - Alpine Bobs de Chance Rides, construit en 1996
- XLR8 - Skycoaster construit en 1996
- Sling Shot - Trampoline construit en 2006
- Rainbow - Rainbow de Huss Rides, construit en 1985
- Ghostblasters - Parcours scénique interactif, construit en 2008

## Le parc aquatique
Island Kingdom Water Park est un parc aquatique attenant au parc Elitch Gardens. L'entrée est incluse dans le billet pour Elitch Gardens.

## Galerie

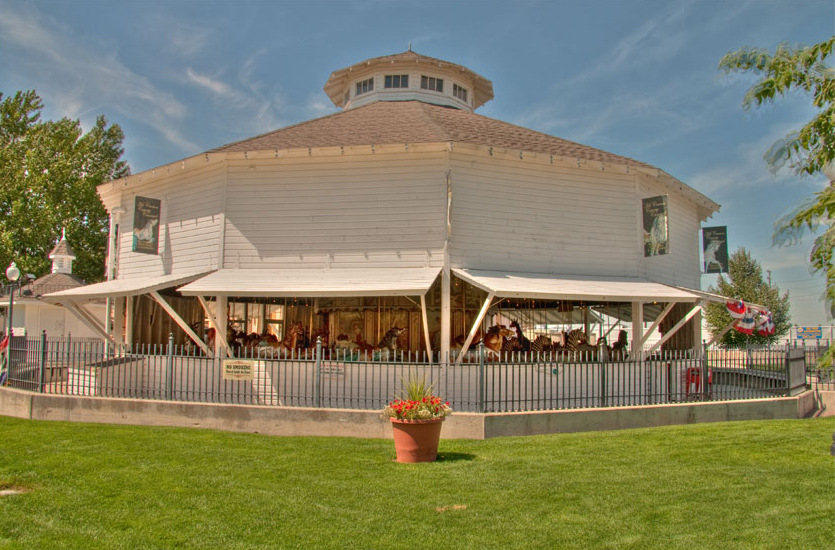
Elitch Gardens Carousel
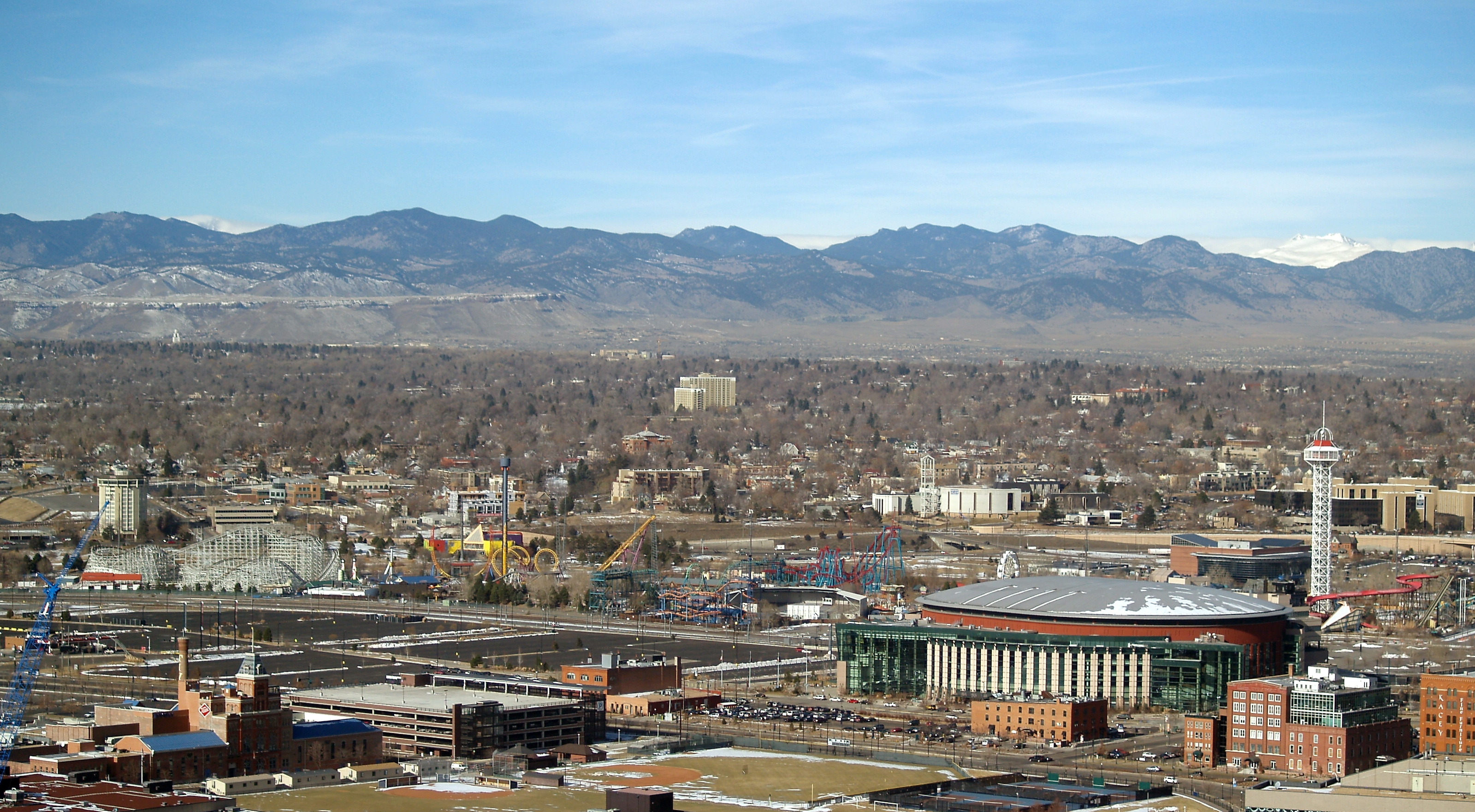
Elitch Gardens depuis Denver.
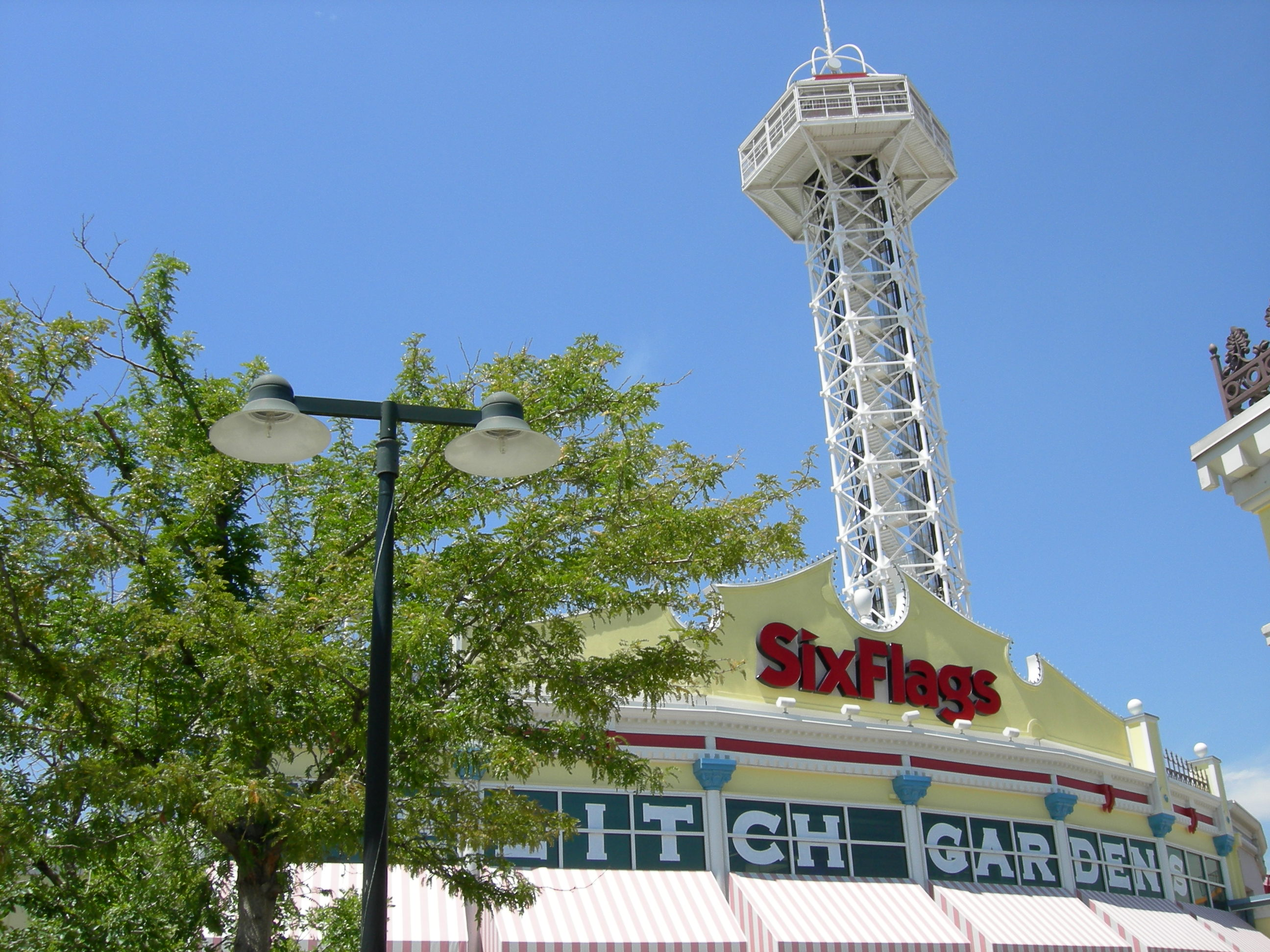
Entrée du parc lors de sa gouvernance par Six Flags.
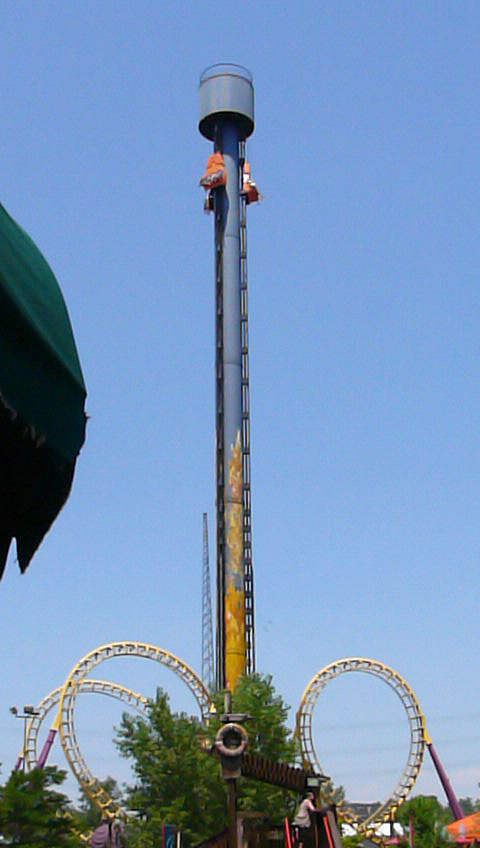
Tower of Doom